# Erio Nicolò
Erio Nicolò (Firenze, 11 novembre 1919 – Firenze, 27 febbraio 1983) è stato un fumettista italiano, conosciuto soprattutto per essere stato per anni nello staff dei disegnatori di Tex.

## Biografia
Dopo aver frequentato la sezione Arti grafiche del Regio Istituto d'Arte, illustra nel 1936 alcuni racconti per la rivista fiorentina La Scena Illustrata; esordì come fumettista nel 1939 realizzando la serie Le due orfanelle pubblicata su L'Avventuroso; collabora anche col settimanale Giungla! edito da Nerbini. Interrompe l'attività durante la seconda guerra mondiale, quando svolge il servizio militare; nel dopoguerra riprende a collaborare con la Nerbini come restauratore delle tavole della serie americana Flash Gordon e realizzando copertine e illustrazioni ora per il settimanale L'Italo Americano – Mistero; realizza anche la seconda serie del “Cavaliere Nero” edita dalla Enigmistica Popolare. Si trasferisce quindi a Milano dove inizia a collaborare con la Casa Editrice Universo realizzando serie a fumetti come Forza John, nel 1949, e Chiomadoro, il Principe del Sogno, nel 1952, scritte da Luigi Grecchi, pubblicate su Intrepido e nella collana Albi dell'Intrepido, oltre a molte altre per Il Monello, come I Laramy della valle, negli anni sessanta.
Nei primi anni sessanta collabora anche con lo studio di Roy D'Amy disegnando storie a tema bellico destinate al mercato inglese, come Battler Britton.
Nel 1964 inizia a disegnare la serie western Tex, edita dalle Edizioni Audace, esordendo con la storia Dramma nella prateria, pubblicata sui numeri 63 e 64 della serie, realizzata insieme a Galep; in circa venti anni realizzò ventitré storie del personaggio. Il grande intrigo, pubblicata nei numeri 141-145 della serie e completata da Francesco Gamba (matite delle ultime tavole) è di 511 pagine, la storia di Tex più lunga scritta da Gianluigi Bonelli.
Non riuscì a completare l'albo n. 282, "Un mondo perduto", completato da altri.: morì a Firenze il 27 febbraio 1983.